# Gunnlaugs saga ormstungu
Gunnlaugs saga ormstungu (deutsch: Die Saga von Gunnlaug Schlangenzunge) ist eine Isländersaga und gehört damit zur altnordischen Literatur. Die Saga ist eine Biographie aus der zweiten Hälfte des 13. Jahrhunderts über den isländischen Skalden Gunnlaugr ormstunga Illugason, der um 1000 gelebt hat, und gehört zu den sechs Skaldenbiographien. Sie schildert dabei die isländische Häuptlingsgesellschaft dieser Zeit. Die Hauptmotive der Saga sind unglückliche Liebe und erbitterter Hass.

## Inhalt
Gunnlaugr zog im Streit mit seinem Vater zu Thorstein Egilsson, dem Sohn des Skalden Egill Skallagrímsson. Dort lernte er dessen Tochter Helga, die Schöne, kennen, die als schönste Frau auf Island zu jener Zeit galt, und wollte sie zur Frau. Die Liebe war tief und gegenseitig. Der Vater lehnte dies zunächst ab, weil er hoffte, für seine Tochter einen besseren Mann zu finden. Schließlich kam es aber doch zur Verlobung unter der Bedingung, dass er binnen drei Jahren von einer geplanten Reise wieder zurück sei. Andernfalls sei Helga wieder frei.
Mit der Hilfe Thorsteins reiste er nach Nidaros und von da 1004 nach England zu König Æthelred, von dem er für ein Gedicht einen kostbar bestickten Mantel erhielt. Von dort reiste er weiter nach Irland, den Orkneys und Skara in Westgotland, wo er einen Winter bei Jarl Sigurd blieb. Von dort kam er nach Schweden zum Hof von König Olof Skötkonung, wo er auf den Skalden Hrafn Önundarson traf. Nach anfänglicher Freundschaft geriet er mit ihm in Streit über die Frage, wer als erster vor dem König Gedichte vortragen dürfe. Der König entschied sich für Gunnlaugr. Dieser trug ein Gedicht über König Olof vor, und der König fragte Hrafn, wie er das Gedicht finde. „Große Worte, aber nicht elegant und etwas steif wie Gunnlaugr selbst.“ Nach dem Gegenvortrag Hrafns fragte der König Gunnlaugr, was er von dem Gedicht halte. „Schön, wie Rafn selbst, aber wenig bemerkenswert, aber warum hast Du“, wandte er sich an Rafn, „nur ein normales Gedicht und kein Kunstgedicht für den König verfasst? Denkst Du, er ist kein Kunstgedicht wert?“ So entstand zwischen ihnen Feindschaft und sie trennten sich.
Hrafn fuhr nun über Trondheim nach Island und warb um Helga, die Schöne, und fand dafür Unterstützung in Island. Im Folgejahr verheiratete Thorstein seine Tochter Helga an Hrafn. Gunnlaugr wollte sich auch vom schwedischen König verabschieden, doch der ließ ihn wegen eines drohenden Einfalls der Dänen zunächst nicht gehen, sondern erst im Jahr darauf. Gunnlaugr versäumte die Dreijahresfrist und kam erst im vierten Jahr wieder nach Island. Als Helga von seiner Rückkehr erfuhr, trennte sie sich vorübergehend von Hrafn und ging zu ihrem Vater zurück. Bei einer Hochzeitsfeier, auf der Hrafn, Helga und Gunnlaugr als Gäste anwesend waren, schenkte Gunnlaugr Helga den Mantel, den er von König Æthelred geschenkt bekommen hatte. Die Ehe zwischen Helga und Hrafn wurde zunehmend feindseliger.
Auf dem Althing 1006 forderte Gunnlaugr Hrafn zum Zweikampf (Holmgang) heraus. Die Regel galt, dass der erste, der verletzt wurde, verloren hatte. Hrafn hatte als Herausgeforderter den ersten Schlag und traf den Schild Gunnlaugs so, dass er gespalten wurde und ein Stück absplitterte, das Gunnlaugr eine kleine Wunde an der Wange beibrachte. Die Schiedsrichter brachen den Kampf sofort ab. Gunnlaugr beanspruchte den Sieg, weil Hrafn nun schutzlos sei, und Hrafn ebenfalls, weil Gunnlaugr verletzt sei. Der Vater Illugi entschied, dass der Kampf nicht fortgesetzt werde. Auf der Thingversammlung wurde daraufhin der Holmgang gesetzlich verboten. Um die Feindschaft zum Ende zu bringen, verabredeten daher beide, nach Norwegen zu fahren und dort den Zweikampf auszuführen. Dies geschah. Im Frühjahr 1008 trafen sie in Trøndelag aufeinander. Es kam erneut zum Zweikampf. Im Laufe des Kampfes schlug Gunnlaugr Hrafn einen Fuß ab und wollte den Kampf beenden. Da stützte Hrafn sein Bein auf einen Baumstumpf und wollte den Kampf fortsetzen, bat aber um Wasser. Gunnlaugr holte Wasser in seinem Helm, und als er ihm den Helm reichte, nahm ihn Hrafn mit der linken Hand, mit der anderen hieb er mit dem Schwert nach Gunnlaugr und verletzte ihn am Kopf. Sie kämpften erneut und Hrafn wurde am Ende getötet. Gunnlaugr erlag drei Tage später in Levanger seinen Verletzungen. In Island führte dieses Ereignis zu Blutrache zwischen den beiden Familien.
Thorstein verheiratete seine Tochter Helga nun an Thorkell Hallkellsson. Helga hatte mit diesem mehrere Kinder. Aber ihr größter Trost war es, auf den Mantel zu schauen, den ihr Gunnlaugr geschenkt hatte. Als eine Seuche über den Hof kam, erkrankten die meisten und starben. Auch Helga erkrankte, legte ihren Kopf in Thorkells Schoß, ließ sich den Mantel bringen, blickte lange auf ihn und starb.

## Stil
Die Saga gilt als die „literarischste“ aller Sagas. Der unbekannte Dichter gestaltete aus dem historischen Stoff ein dichtes und tragisches Dreiecks-Drama. Die Verwandtschaft zur älteren Egils saga, in deren Schatten sie steht, ist unverkennbar. In der Saga ist häufig von Gedichten die Rede, die die Helden aus dem Stegreif von sich geben. Einige werden auch zitiert. Schlüsselszenen werden von bedeutungsvollen Träumen angekündigt. Schicksal und Verhängnis beherrschen das Geschehen. Mit der Egils saga hat diese Saga den Konflikt mit dem Vater, die Art, den Charakter des Helden durch seine Taten und Kämpfe in England und anderswo zu illustrieren, und das Zentrum der Saga, den Hof Borg, auf dem Helga, die Schöne, lebt, gemeinsam.

## Bezüge zu anderen Sagas
- In einer Version der Hallfreðar saga hat der Protagonist sowohl eine Begegnung mit Gunnlaugr als auch mit Hrafn. Die Figur Hallfreds ist außerdem das „optische“ Vorbild für die Figur des Gunnlaugr, wenngleich bei diesem die ambivalenten Züge Hallfreds wesentlich abgeschwächt sind.
- Vorbild für den Dreieckskonflikt zwischen Helga, Gunnlaug und Hrafn sind die Bjarnar saga Hítdœlakappa und die Laxdœla saga.

## Belletristische Bearbeitungen (bzw. Nacherzählungen)
- Friedrich de la Motte Fouqué: Die Saga von Gunlaugar, genannt Drachenzunge, und Rafn dem Skalden. Eine Islandskunde des 9. Jahrhunderts. Wien, 1826.

## Übersetzungen
- Walter Baetke (Übs.): Gunnlaug und Helga; Reihe Bauern und Helden / Geschichten aus Alt-Island. Hamburg 1938.
- Felix Niedner (Übs.): Die Geschichte von Gunnlaug Schlangenzunge. In: Vier Skaldengeschichten. Düsseldorf/Köln 1964.
- The Saga of Gunnlaug Serpent-Tongue. Translated by Katrina C. Attwood. In: Viðar Hreinsson (General Editor): The Complete Sagas of Icelanders including 49 Tales. Reykjavík: Leifur Eiríksson Publishing, 1997. Volume I, pp. 305–333. ISBN 9979-9293-1-6.